# Tholosina
Tholosina, en ocasiones erróneamente denominado Artholosum, es un género de foraminífero bentónico de la subfamilia Tholosininae, de la familia Saccamminidae, de la superfamilia Saccamminoidea, del suborden Saccamminina y del orden Astrorhizida. Su especie tipo es Placopsilina bulla. Su rango cronoestratigráfico abarca desde el Ordovícico hasta la Actualidad.

## Discusión
Clasificaciones previas incluían Tholosina en la subfamilia Hemisphaerammininae, de la familia Hemisphaeramminidae, de la superfamilia Astrorhizoidea, así como en el suborden Textulariina del orden Textulariida.

## Clasificación
Tholosina incluye a las siguientes especies:
- Tholosina acinaciforma
- Tholosina acuta
- Tholosina bulla
- Tholosina centroforata
- Tholosina confusa
- Tholosina convexa
- Tholosina corniculata
- Tholosina diserta
- Tholosina exigua
- Tholosina indivisa
- Tholosina irregularis
- Tholosina laevis
- Tholosina margineforata
  - Tholosina margineforata centroforata
- Tholosina multifistulata
- Tholosina ovoidea
- Tholosina phrixotheca
- Tholosina protea
- Tholosina rostrata
- Tholosina sedentata
- Tholosina spiculifera
- Tholosina vesicularis
  - Tholosina vesicularis var. erecta

Otras especies consideradas en Tholosina son:
- Tholosina circularis, de posición genérica incierta
- Tholosina dubia, de posición genérica incierta